# Grecești
Grecești est une commune roumaine située dans le județ de Dolj.